# Konglong (socken i Kina, Tibet)
Konglong (kinesiska: 孔隆, 孔隆乡) är en socken i Kina. Den ligger i den autonoma regionen Tibet, i den sydvästra delen av landet, omkring 480 kilometer väster om regionhuvudstaden Lhasa. Antalet invånare är 728. Befolkningen består av 365 kvinnor och 363 män. Barn under 15 år utgör 28,0 %, vuxna 15-64 år 67 %, och äldre över 65 år 3,0 %.
Genomsnittlig årsnederbörd är 618 millimeter. Den regnigaste månaden är juli, med i genomsnitt 151 mm nederbörd, och den torraste är december, med 14 mm nederbörd.